# میکو هیوارینن
میکو هیوارینن (فنلاندی: Mikko Hyvärinen; ۸ ژانویهٔ ۱۸۸۹ – ۶ ژوئن ۱۹۷۳) ژیمناست هنری اهل فنلاند بود.